# Cadeia Velha

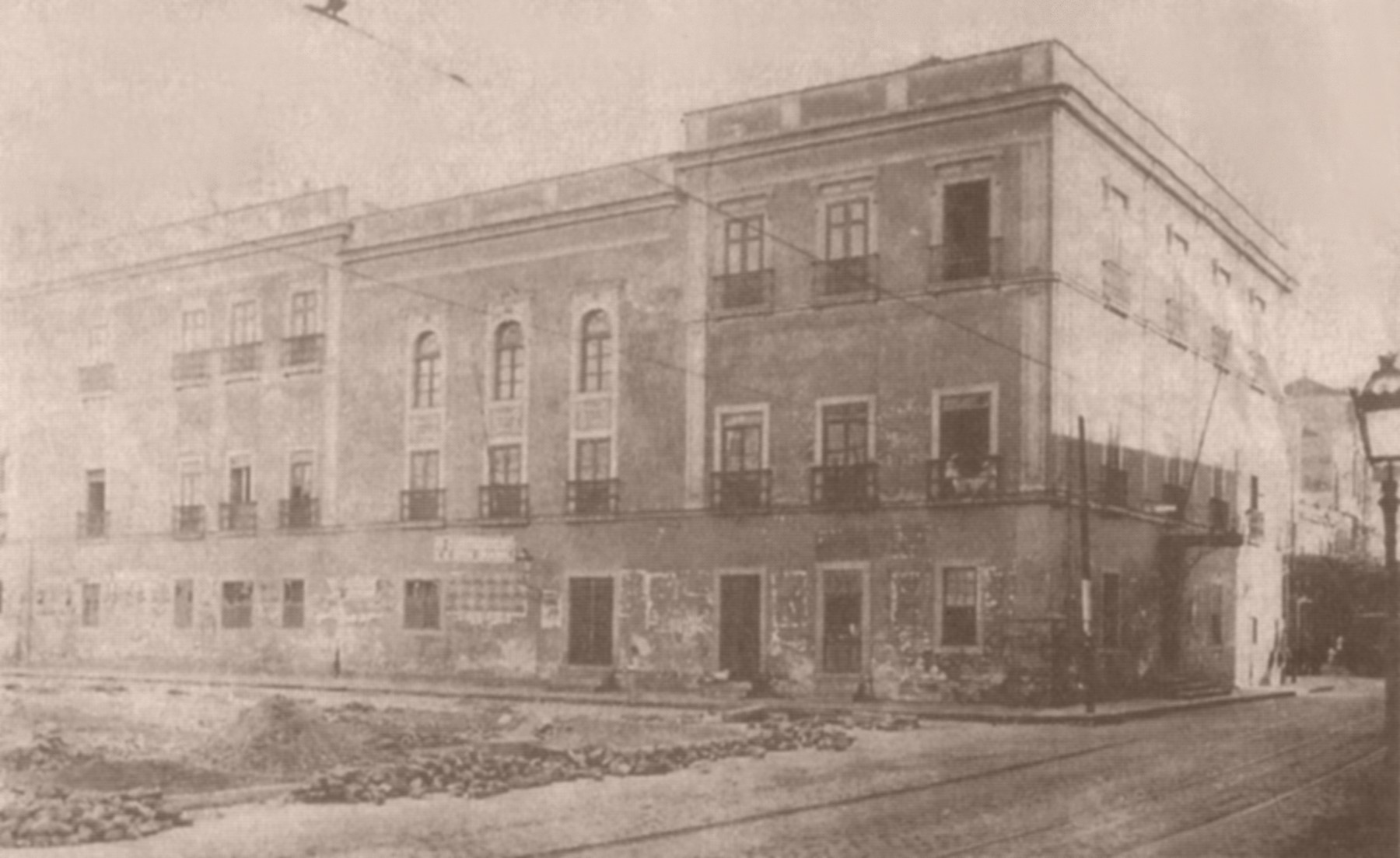
O prédio da Cadeia Velha, cerca de 1880

Cadeia Velha, também chamada nos documentos oficiais por Cadeia da Relação ou Casa da Relação, era uma prisão localizada na cidade do Rio de Janeiro. Não se sabe a data exata de sua construção, possivelmente em 1636. No Brasil Colonial, era costume a cadeia funcionar no mesmo prédio do Poder Legislativo.
Para lá eram encaminhados todos que infringissem as leis da Coroa Portuguesa: criminosos, prostitutas e escravos se misturavam aos presos políticos. No século XVIII, os detidos pelas autoridades coloniais ainda eram encaminhados para a Cadeia Velha, localizada no andar térreo do Senado da Câmara.
O prédio foi utilizado para as mais diversas atividades ao longo de sua existência, como o antigo Tribunal da Relação, e tornou-se alojamento para a criadagem da Casa Real quando da vinda de D. João VI ao Brasil, em 1808. Os senadores e os detentos foram removidos do edifício que passou a ser ocupado pela grande comitiva que acompanhava a Família Real. Nas fortalezas militares não havia espaço suficiente para abrigar os presos transferidos. A solução do governo foi solicitar o Aljube, cárcere pertencente à Igreja.
Um passadiço foi construído ligando aquele prédio, que passou a abrigar a criadagem da Casa Real, ao palácio de D. João VI, sede dos Telégrafos posteriormente.
A Cadeia Velha ainda foi palco de acontecimentos marcantes, como a prisão de inconfidentes mineiros, entre eles Tiradentes, que ficou no oratório ou "Capella de Jesus". O local depois serviu como o Arquivo da Câmara.
Após a proclamação da independência, a Cadeia Velha passou a abrigar a Assembléia Geral Constituinte Brasileira e, em 6 de maio de 1826, instalou-se o primeiro Congresso Legislativo do Brasil. O Palácio Tiradentes, sede da ALERJ (Assembleia Legislativa do Estado do Rio de Janeiro), foi construído na área onde funcionou a Cadeia Velha.